# Moonbyul
Đây là một tên người Triều Tiên, họ là Moon.
Moon Byeol-ie hay còn được viết là Moon Byul-yi (Hangul: 문별이, Hán-Việt: Văn Tinh Y, Hanja: 文星伊, sinh ngày 22 tháng 12 năm 1992), được biết đến nhiều hơn với nghệ danh Moonbyul (Hangul: 문별), là một nữ rapper, ca sĩ, diễn viên người Hàn Quốc. Cô là thành viên của nhóm nhạc nữ Hàn Quốc Mamamoo. do công ty Rainbow Bridge World thành lập và quản lý.

## Tiểu sử
Moon Byul-ie sinh ra tại Bucheon, Gyeonggi-do, Hàn Quốc, cô sống với bố mẹ và hai người em gái, Seulgi và Yesol. Cô từng theo học tại Paekche Institute of the Arts, nơi cô theo học các phương tiện truyền thông và âm nhạc.

## Danh sách đĩa nhạc
| Năm  | Tựa đề                                | Vị trí xếp hạng cao nhất | Doanh số        | Album                                |
| Năm  | Tựa đề                                | Hàn                      | Doanh số        | Album                                |
| ---- | ------------------------------------- | ------------------------ | --------------- | ------------------------------------ |
|      | Kết hợp                               |                          |                 |                                      |
| 2015 | "Like Yesterday" (어제처럼) với Solar | 54                       | - Hàn: 33,185+  | OST Two Yoo Project Sugar Man Part.6 |
| 2016 | "Dab Dab" với Hwasa                   | 69                       | - Hàn: 31,040+  | Memory                               |
|      | Như ca sĩ kết hợp                     |                          |                 |                                      |
| 2015 | "Nothing" Yoo Sung-eun feat. Moonbyul | 16                       | - Hàn: 128,199+ | 2nd Mini Album                       |

### Viết lời và sản xuất

#### Với tư cách ca sĩ chính
| Tháng | Năm  | Nghệ sĩ                 | Bài hát                                    | Vai trò         | Single                       | Album                                    |
| ----- | ---- | ----------------------- | ------------------------------------------ | --------------- | ---------------------------- | ---------------------------------------- |
| 11    | 2014 | Mamamoo                 | Piano Man                                  | Lyrics          |                              | Piano Man                                |
| 11    | 2014 | Mamamoo                 | Gentleman                                  | Lyrics          |                              | Piano Man                                |
|       | 2015 | Kye Bum Zu (feat. 8Dro) | "Secret Love"                              | Lời bài hát     |                              | Good Life                                |
| 6     | 2015 | Mamamoo                 | "Um Oh Ah Yeh"                             | Lyrics          |                              | Pink Funky                               |
| 6     | 2015 | Mamamoo                 | "No No No"                                 | Lyrics          |                              | Pink Funky                               |
| 1     | 2016 | Mamamoo                 | "I Miss You"                               | Lyrics          | I Miss You                   | Melting                                  |
| 2     | 2016 | Mamamoo                 | "Taller Than You"                          | Lyrics          | Taller Than You              | Melting                                  |
| 2     | 2016 | Mamamoo                 | "You're the Best"                          | Lyrics          |                              | Melting                                  |
| 2     | 2016 | Mamamoo                 | "Friday Night"                             | Lyrics          |                              | Melting                                  |
| 2     | 2016 | Mamamoo                 | "My Hometown"                              | Lyrics          |                              | Melting                                  |
| 2     | 2016 | Mamamoo                 | "Emotion"                                  | Lyrics          |                              | Melting                                  |
| 2     | 2016 | Mamamoo                 | "Recipe"                                   | Lyrics          |                              | Melting                                  |
| 2     | 2016 | Mamamoo                 | "Cat Fight"                                | Lyrics          |                              | Melting                                  |
| 9     | 2016 | Mamamoo                 | "New York"                                 | Lyrics          | New York                     | Memory                                   |
| 11    | 2016 | Mamamoo                 | "Draw & Draw & Draw"                       | Lyrics          |                              | Memory                                   |
| 11    | 2016 | Mamamoo                 | "Décalcomanie"                             | Lyrics          |                              | Memory                                   |
| 11    | 2016 | Mamamoo                 | "I Won't Let Go"                           | Lyrics          |                              | Memory                                   |
| 6     | 2017 | Mamamoo                 | "Yes I Am"                                 | Lyrics          |                              | Purple                                   |
| 6     | 2017 | Mamamoo                 | "AZE GAG"                                  | Lyrics          |                              | Purple                                   |
| 6     | 2017 | Mamamoo                 | "Finally"                                  | Lyrics          |                              | Purple                                   |
| 6     | 2017 | Moon Byul               | "Love & Hate"                              | Lyrics          |                              | Purple                                   |
| 7     | 2017 | Girls Next Door         | "Deep Blue Eyes"                           | Lyrics          |                              | Idol Drama Operation Team OST            |
| 3     | 2018 | Mamamoo                 | Star Wind Flower Sun                       | Lyrics          |                              | Yellow Flower                            |
| 3     | 2018 | Mamamoo                 | Starry Night                               | Lyrics          |                              | Yellow Flower                            |
| 3     | 2018 | Mamamoo                 | Rude Boy                                   | Lyrics          |                              | Yellow Flower                            |
| 3     | 2018 | Mamamoo                 | Spring Fever                               | Lyrics          |                              | Yellow Flower                            |
| 3     | 2018 | Mamamoo                 | Everyday (매일봐요)                        | Lyrics          | Everyday (매일봐요)          |                                          |
| 5     | 2018 | Moon Byul               | In my room                                 | Lyrics          | SELFISH                      |                                          |
| 5     | 2018 | Moon Byul               | Love & Hate (Acoustic ver)                 | Lyrics          | SELFISH                      |                                          |
| 7     | 2018 | Mamamoo                 | Midnight Summer Dream                      | Lyrics          |                              | Red Moon                                 |
| 7     | 2018 | Mamamoo                 | Sky! Sky!                                  | Lyrics          |                              | Red Moon                                 |
| 7     | 2018 | Mamamoo                 | Sleep in the Car                           | Lyrics          |                              | Red Moon                                 |
| 10    | 2018 | Mamamoo                 | Décalcomanie -Japanese ver.-               | Lyrics          | Décalcomanie -Japanese ver.- |                                          |
| 10    | 2018 | Mamamoo                 | You Don't Know Me                          | Lyrics          | Décalcomanie -Japanese ver.- |                                          |
| 11    | 2018 | Mamamoo                 | No More Drama                              | Lyrics Composed |                              | Blue;s                                   |
| 11    | 2018 | Mamamoo                 | Wind Flower                                | Lyrics          |                              | Blue;s                                   |
| 11    | 2018 | Mamamoo                 | Better Than I Thought                      | Lyrics          |                              | Blue;s                                   |
| 11    | 2018 | Mamamoo                 | Morning                                    | Lyrics          |                              | Blue;s                                   |
| 3     | 2019 | Mamamoo                 | Where R You                                | Lyrics          |                              | White Wind                               |
| 3     | 2019 | Mamamoo                 | Gogobebe                                   | Lyrics          |                              | White Wind                               |
| 3     | 2019 | Mamamoo                 | Waggy                                      | Lyrics          |                              | White Wind                               |
| 3     | 2019 | Mamamoo                 | Bad Bye                                    | Lyrics          |                              | White Wind                               |
| 3     | 2019 | Mamamoo                 | My Star                                    | Lyrics          |                              | White Wind                               |
| 2     | 2019 | Mamamoo                 | Wind Flower -Japanese ver.-                | Lyrics          |                              | Wind Flower -Japanese ver.-              |
| 2     | 2019 | Mamamoo                 | Sleep Talk                                 | Lyrics          |                              | Wind Flower -Japanese ver.-              |
| 7     | 2019 | Mamamoo                 | Gleam                                      | Lyrics          |                              | Gleam                                    |
| 9     | 2019 | Mamamoo                 | Good Luck                                  | Lyrics          |                              | Queendom <Cover Contest> Part.1          |
| 10    | 2019 | Mamamoo                 | I Miss You                                 | Lyrics          |                              | Queendom <Fan-dora's Box> Part.1         |
| 11    | 2019 | Mamamoo                 | Universe                                   | Lyrics          |                              | reality in Black                         |
| 11    | 2019 | Mamamoo                 | 4x4ever                                    | Lyrics          |                              | reality in Black                         |
| 11    | 2019 | Mamamoo                 | Better                                     | Lyrics          |                              | reality in Black                         |
| 11    | 2019 | Mamamoo                 | Hello Mama                                 | Lyrics          |                              | reality in Black                         |
| 11    | 2019 | Mamamoo                 | ZzZz                                       | Lyrics          |                              | reality in Black                         |
| 11    | 2019 | Mamamoo                 | High Tension                               | Lyrics          |                              | reality in Black                         |
| 2     | 2020 | Moon Byul               | Snow                                       | Lyrics          |                              | Dark Side Of The Moon                    |
| 2     | 2020 | Moon Byul               | Eclipse                                    | Lyrics          |                              | Dark Side Of The Moon                    |
| 2     | 2020 | Moon Byul               | Mirror                                     | Lyrics Composed |                              | Dark Side Of The Moon                    |
| 2     | 2020 | Moon Byul               | Moon Movie                                 | Lyrics          |                              | Dark Side Of The Moon                    |
| 5     | 2020 | Moon Byul               | Absence                                    | Lyrics          |                              | 門OON : REPACKAGE                        |
| 2     | 2020 | Mamamoo                 | Shampoo                                    | Lyrics          |                              | Shampoo                                  |
| 11    | 2020 | Mamamoo                 | Dingga                                     | Lyrics          |                              | Travel                                   |
| 11    | 2020 | Mamamoo                 | Travel                                     | Lyrics          |                              | Travel                                   |
| 11    | 2020 | Mamamoo                 | Aya                                        | Lyrics Composed |                              | Travel                                   |
| 11    | 2020 | Mamamoo                 | Chuck                                      | Lyrics          |                              | Travel                                   |
| 11    | 2020 | Mamamoo                 | Good Night                                 | Lyrics          |                              | Travel                                   |
| 2     | 2021 | Mamamoo                 | Just Believe In Love                       | Lyrics          |                              | TRAVEL -Japan Edition-                   |
| 6     | 2021 | Mamamoo                 | A Memory for Life                          | Lyrics          |                              | WAW                                      |
| 9     | 2021 | Mamamoo                 | mumumumuch                                 | Lyrics          |                              | I Say Mamamoo: The Best                  |
| 9     | 2021 | Mamamoo                 | Happier Than Ever                          | Lyrics Composed |                              | I Say Mamamoo: The Best                  |
| 9     | 2021 | Mamamoo                 | Paint Me (Orchestral Version)              | Lyrics          |                              | I Say Mamamoo: The Best                  |
| 9     | 2021 | Mamamoo                 | Starry Night (Orchestral Version)          | Lyrics          |                              | I Say Mamamoo: The Best                  |
| 9     | 2021 | Mamamoo                 | gogobebe (Rock Version)                    | Lyrics          |                              | I Say Mamamoo: The Best                  |
| 9     | 2021 | Mamamoo                 | You're the Best 2021                       | Lyrics          |                              | I Say Mamamoo: The Best                  |
| 9     | 2021 | Mamamoo                 | I Miss You 2021                            | Lyrics          |                              | I Say Mamamoo: The Best                  |
| 9     | 2021 | Mamamoo                 | HeeHeeHaHeHo                               | Lyrics          |                              | I Say Mamamoo: The Best                  |
| 9     | 2021 | Mamamoo                 | Piano Man 2021                             | Lyrics          |                              | I Say Mamamoo: The Best                  |
| 9     | 2021 | Mamamoo                 | Ahh Oop 2021                               | Lyrics          |                              | I Say Mamamoo: The Best                  |
| 9     | 2021 | Mamamoo                 | Decalcomanie 2021                          | Lyrics          |                              | I Say Mamamoo: The Best                  |
| 9     | 2021 | Mamamoo                 | Aya (Traditional Version)                  | Lyrics Composed |                              | I Say Mamamoo: The Best                  |
| 9     | 2021 | Mamamoo                 | A Little Bit 2021                          | Lyrics          |                              | I Say Mamamoo: The Best                  |
| 9     | 2021 | Mamamoo                 | Wind Flower (Dramatic Version)             | Lyrics          |                              | I Say Mamamoo: The Best                  |
| 9     | 2021 | Mamamoo                 | Um Oh Ah Yeh 2021                          | Lyrics          |                              | I Say Mamamoo: The Best                  |
| 9     | 2021 | Mamamoo                 | Don't Be Happy 2021                        | Lyrics          |                              | I Say Mamamoo: The Best                  |
| 9     | 2021 | Mamamoo                 | Yes I Am (Funk Boost Version)              | Lyrics          |                              | I Say Mamamoo: The Best                  |
| 9     | 2021 | Mamamoo                 | Strange Day                                | Lyrics          |                              | WAW -Japan Edition-                      |
| 12    | 2021 | Moon Byul               | G999 (Feat. Mirani)                        | Lyrics          | G999                         | 6equence                                 |
| 12    | 2021 | Moon Byul               | Shutdown (머리에서 발끝까지) (Feat. Seori) | Lyrics          | Shutdown                     | 6equence                                 |
| 1     | 2022 | Moon Byul               | For Me (너만 들었으면 좋겠다)              | Lyrics          |                              | 6equence                                 |
| 1     | 2022 | Moon Byul               | ddu ddu ddu (내가 뭘 어쩌겠니?)            | Lyrics Composed |                              | 6equence                                 |
| 3     | 2022 | Mamamoo                 | Smile                                      | Lyrics          |                              | I SAY MAMAMOO : THE BEST -Japan Edition- |
| 4     | 2022 | Moon Byul               | C.I.T.T (Cheese in the Trap)               | Lyrics          |                              | C.I.T.T (Cheese in the Trap)             |
| 4     | 2022 | Moon Byul               | My Moon                                    | Lyrics Composed |                              | C.I.T.T (Cheese in the Trap)             |
| 10    | 2022 | Mamamoo                 | 1, 2, 3 Eoi!                               | Lyrics Composed |                              | Mic On                                   |
| 10    | 2022 | Mamamoo                 | Illella                                    | Lyrics Composed |                              | Mic On                                   |
| 12    | 2022 | Moon Byul               | A miracle 3 days ago                       | Lyrics Composed |                              | The Present                              |
| 12    | 2022 | Moon Byul               | CHEMISTRY                                  | Lyrics Composed |                              | The Present                              |
| 12    | 2022 | Moon Byul               | PRESENT                                    | Lyrics Composed |                              | The Present                              |
| 3     | 2023 | Mamamoo+                | Chico malo                                 | Lyrics Composed | Chilco malo                  | ACT 1, SCENE 1                           |
| 3     | 2023 | Mamamoo+                | LLL                                        | Lyrics Composed |                              | ACT 1, SCENE 1                           |
| 3     | 2023 | Mamamoo+                | Chico malo (Aniri ver.)                    | Lyrics Composed |                              | ACT 1, SCENE 1                           |
| 7     | 2023 | Mamamoo+                | Save Me                                    | Lyrics Composed | Save Me                      | TWO RABBITS                              |
| 8     | 2023 | Mamamoo+                | dangdang                                   | Lyrics Composed |                              | TWO RABBITS                              |
| 2     | 2024 | Moon Byul               | Like a Fool                                | Lyrics Composed |                              | Starlit of Muse                          |
| 2     | 2024 | Moon Byul               | After Sunset                               | Lyrics Composed |                              | Starlit of Muse                          |
| 8     | 2024 | Moon Byul               | Backpack (백팩)                            | Lyrics          |                              | Starlit of Twinkle : REPACKAGE           |
| 8     | 2024 | Moon Byul               | Dear. (어떤 하루에 어떤 시간 속에)         | Lyrics          |                              | Starlit of Twinkle : REPACKAGE           |

#### Với tư cách ca sĩ khách mời
| Tháng | Năm  | Nghệ sĩ         | Bài hát        | Vai trò         | Single         | Album                              |
| ----- | ---- | --------------- | -------------- | --------------- | -------------- | ---------------------------------- |
| 10    | 2015 | U Sung Eun      | Nothing        | Lyrics          |                | 2nd MINI ALBUM                     |
| 8     | 2019 | HA:TFELT        | Happy Now      | Lyrics          | Happy Now      |                                    |
| 8     | 2020 | B.RYONG (SSAK3) | Let's Dance    | Lyrics          | Let's Dance    | DU RI JYU WA X LINDA X Let's Dance |
| 6     | 2021 | JeA             | Greedyy        | Lyrics          | Greedyy        |                                    |
| 8     | 2021 | Xydo            | Me Without You | Lyrics Composed | Me Without You |                                    |
| 11    | 2022 | AleXa           | Star           | Lyrics          |                | Girls Gone Vogue                   |
| 4     | 2023 | David Yong      | Maybe Love     | Lyrics Composed | Maybe Love     |                                    |
| 6     | 2024 | Kim Jae Joong   | The Light      | Lyrics          |                | FLOWER GARDEN                      |

## Danh sách phim

### Phim truyền hình
| Năm  | Đài truyền hình | Tựa đề                    | Vai          | Chú thích             |
| ---- | --------------- | ------------------------- | ------------ | --------------------- |
| 2015 | Naver TV Cast   | Start Love                | Yoo Na-young | Tập 1-5               |
| 2017 | KBS             | Idol Drama Operation Team | Chính mình   | Thành viên chính thức |